# Astra 600
De Astra 600 is een Spaans semiautomatisch pistool dat door de Duitse Wehrmacht gebruikt werd in de Tweede Wereldoorlog.
De Astra 600 is een kortere variant van de Astra 400 die het 9×19mm Parabellum patroon vuurt. Dit was het standaard pistoolpatroon van Nazi-Duitsland in die tijd. In het Duitse leger stond dit pistool bekend als de Pistole Astra 600/43. In totaal zijn er 59.400 van deze wapens geproduceerd.

## Geschiedenis
De Astra 600 is gemaakt in Spanje in de Tweede Wereldoorlog. De Astra 600 werd verkocht aan Nazi-Duitsland. Er zijn ongeveer 60.000 exemplaren gemaakt. Toen de eerste 10.000 pistolen naar Duitsland gingen, sloot Frankrijk de toevoerwegen af. Na de oorlog zijn de meeste pistolen verkocht aan West-Duitsland. Die werden vooral gebruikt door de politie. Ook heeft de Portugese marine een stuk opgekocht.
Het pistool was van hoge kwaliteit en was zeer accuraat. Ondanks het grote gewicht van de Astra 600 was de terugslag niet heel groot.